# Филителник (Муреш)
Филителник (рум. Filitelnic) насеље је у Румунији у округу Муреш у општини Балаушери. Oпштина се налази на надморској висини од 355 m.

## Становништво
Према подацима из 2002. године у насељу је живело 270 становника.

### Попис2002.
| Расподела становништва по националности 2002.‍ | Расподела становништва по националности 2002.‍ | Расподела становништва по националности 2002.‍ | Расподела становништва по националности 2002.‍ | Расподела становништва по националности 2002.‍ |
| --------------------------------------------- | --------------------------------------------- | --------------------------------------------- | --------------------------------------------- | --------------------------------------------- |
|                                               |                                               |                                               |                                               |                                               |
| Румуни                                        | Румуни                                        |                                               | 207                                           | 76,7%                                         |
| Мађари                                        | Мађари                                        |                                               | 53                                            | 19,6%                                         |
| Немци                                         | Немци                                         |                                               | 10                                            | 3,7%                                          |